# Kindrativka, Novoarhanhelsk
Kindrativka (în ucraineană Кіндратівка) este un sat în comuna Kalnîbolota din raionul Novoarhanhelsk, regiunea Kirovohrad, Ucraina.

## Demografie
Componența lingvistică a localității Kindrativka
     Ucraineană (100%)
Conform recensământului din 2001, toată populația localității Kindrativka era vorbitoare de ucraineană (100%).